# Drum Club
Drum Club was een Britse danceact die actief is geweest op het gebied van progressive house. De groep bestond uit Charlie Hall en Lol Hammond (1965). De groep was tussen 1992 en 1996 actief. Ze zijn het meest bekend van de single Sound System (1993).

## Geschiedenis
Lol Hammond is al op jonge leeftijd actief in de muziek. Hij is pas dertien als hij in de punkband The Revenge zit die in 1978 een tweetal singles uitbrengt. In de jaren tachtig zit hij in de kort bestaande band Kiss That. Hammond wordt in de late jaren tachtig actief in de  Britse ravescene en ontmoet daar op een feest Charlie Hall. In de vroege jaren negentig zijn Hall en Hammond onderdeel van de Spiral Tribe, een collectief van dj's, producers en organisatoren. Hiernaast richten ze de formatie Drum Club op. Op Guerilla Records verschijnt in 1992 de debuutsingle U Make Me Feel So Good en begin 1993 de single Alchemy. Daarna weten ze een contract te krijgen bij Butterfly Records van Martin Glover, waar de single Sound System (1993) verschijnt, die een bescheiden hit wordt in de Britse hitlijsten. De remix van Underworld groeit uit tot een klassieker in de progressive house, mede doordat Sasha en John Digweed deze in 1996 op hun album Northern Exposure plaatsen. In verschijnt ook het album Everything Is Now, waarop een gitaarbijdrage van Steve Hillage staat. De groep gaat dat jaar op tournee met Orbital. In 1994 verschijnt het tweede album, waarop de ingezette koers is voortgezet. Op Drums Are Dangerous krijgen zijn Kirsty Hawkshaw, Saffron en Martin Glover te gast. De tegenvallende resultaten zorgen echter dat het platenlabel ze laat vallen. Remixes maken ze voor Pop Will Eat Itself, Killing Joke en Republica. In het najaar van 1994 vormen ze samen met Steve Hillage en zijn vrouw Miquette Giraudy en rapper Dave Watts van de groep Fun-Da-Mental de gelegenheidsgroep Retribution, als protest tegen de Criminal Justice Bill, die de conservatieve regering van John Major wil invoeren. Deze bevat bepalingen die raves met muziek met repetitieve beats aan banden kunnen leggen en zodoende heet de single Repetitive beats. In 1995 volgt nog een livealbum van een concert in IJsland op het Sabrettes-label van Nina Walsh. De plannen van Hammond om met haar een nieuwe act te beginnen zorgen voor onenigheid, waardoor Drum Club in 1996 uiteen valt.
Na het uiteenvallen concentreert Hall zich op een dj-carrière en richt hij het label Pro-Jex op, waarop DJ Rush meerdere singles uitbrengt. Hammond blijft actief als producer en schuift meer op richting big beat. Met Nina Walsh richt hij de groep Slab! op. Daarvan verschijnen de albums Freeky Speed (1996) en Ripsnorter (1999). Ook richt hij solo de act Girl Eats Boy op. Daarvan verschijnen de albums Thrilled By Velocity & Distortion (1997) en Comin' In Loaded (1998). In 1999 maakt hij een uitstapje naar ambient house door samen met Roger Eno het album Damage op te nemen. In 2001 verschijnt het downtempo-album All This Is Bliss. Hierop staat een samenwerking met A Man Called Adam op de track Love Forgotten. Deze wordt in 2004 als single van A Man Called Adam uitgebracht. Daarna zet hij zijn eigen productieprojecten op een laag pitje en begint hij als producer en muzikaal supervisor voor films en tv-programma's. Hij produceert voor films als It's All Gone Pete Tong (2004) en London to Brighton (2006). In 2020 maakt hij samen met Duncan Forbes van Spooky het shoegaze album Sorry Kids We Left You A Black Sun. Daarop werken ze samen met zangeres Eva Abraham.

## Discografie

### Albums
- Everything Is Now (1993)
- Drums Are Dangerous (1994)
- Live In Iceland (1995)